# Benedetto Accolti den äldre
Benedetto Accolti den äldre, född 1415 i Arezzo, död den 26 september 1464 i Florens, var en italiensk ämbetsman och historieskrivare. Han var bror till Francesco Accolti samt far till Bernardo och Pietro Accolti.
Accolti, som tillhörde en toskansk släkt av rättslärda och vittra män under renässansen, var republiken Florens kansler. Han skrev bland annat på latin en medelmåttig historia över första korståget (1460), vilken Tasso lade till grund för sitt epos Gerusalemme liberata. 